# Касл-Пайнс (місто, Колорадо)
Касл-Пайнс (англ. Castle Pines) — місто (англ. city) в США, в окрузі Дуглас штату Колорадо. Населення — 3614 осіб (2010).

## Географія
Касл-Пайнс розташований за координатами 39°26′37″ пн. ш. 104°53′44″ зх. д. / 39.44361° пн. ш. 104.89556° зх. д. (39.443568, -104.895456).  За даними Бюро перепису населення США в 2010 році місто мало площу 12,87 км², уся площа — суходіл. В 2017 році площа становила 24,85 км², уся площа — суходіл.

## Демографія
Згідно з переписом 2010 року, у переписній місцевості мешкало 3614 осіб у 1341 домогосподарстві у складі 1186 родин. Густота населення становила 281 особа/км².  Було 1489 помешкань (116/км²).
Расовий склад населення:
| - 94,0 % — білих - 3,1 % — азіатів - 1,1 % — чорних або афроамериканців - 0,1 % — корінних американців |

До двох чи більше рас належало 1,4 %. Частка іспаномовних становила 2,4 % від усіх жителів.
За віковим діапазоном населення розподілялося таким чином: 24,4 % — особи молодші 18 років, 60,5 % — особи у віці 18—64 років, 15,1 % — особи у віці 65 років та старші. Медіана віку мешканця становила 49,5 року. На 100 осіб жіночої статі у переписній місцевості припадало 99,4 чоловіків;  на 100 жінок у віці від 18 років та старших — 99,0 чоловіків також старших 18 років.
Середній дохід на одне домашнє господарство  становив 165 719 доларів США (медіана — 130 609), а середній дохід на одну сім'ю — 175 539 доларів (медіана — 149 750). За межею бідності перебувало 1,1 % осіб, у тому числі 1,4 % дітей у віці до 18 років та 0,0 % осіб у віці 65 років та старших.
Цивільне працевлаштоване населення становило 4730 осіб. Основні галузі зайнятості: науковці, спеціалісти, менеджери — 21,5 %, освіта, охорона здоров'я та соціальна допомога — 14,6 %, роздрібна торгівля — 13,7 %, фінанси, страхування та нерухомість — 13,0 %.